# Бернстайн, Элмер
Элмер Бернстайн (англ. Elmer Bernstein, 4 апреля 1922 — 18 августа 2004) — американский композитор, писавший музыку для кино, композитор-песенник и дирижёр.
Музыкальная фильмография Э. Бернстайна включает в себя такие известные фильмы, как «Оскар», «Моя левая нога», «Охотники за привидениями», «Убить пересмешника», «Великолепная семёрка», «Эпоха невинности», «Дикий, дикий Вест», «Воскрешая мертвецов», «Большой побег» и множество других.

## Биография
Родился в Нью-Йорке, 4 апреля 1922 года, в семье Эдварда Бернштейна из Австро-Венгрии и Зельмы Файнштейн из Украины.
В 1950 году Элмер Бернстайн переехал в Голливуд, где началась его карьера в кино, из Нью-Йорка, будучи уже состоявшимся пианистом. В то время эта сфера была во власти пышного симфонического оформления, к которому тяготели такие знаменитые композиторы, эмигранты из Европы, как Эрих Корнгольд, Миклош Рожа и Макс Стайнер. Первым кинофильмом, к которому Элмер Бернстайн написал музыку, стал «Субботний герой» — фильм 1951 года, рассказывающий об американском футболе. Бернстайн часто использовал полные оркестры, хотя экспериментировал и с другими приемами, стремясь максимально приблизить музыку к происходящему на экране действию. Его считали революционером в области музыкального сопровождения. Бернстайн написал музыку для ставшего культовым вестерна «Великолепная семёрка», в том числе марш-галоп, который оставался популярным в течение многих лет, а позже стал неотъемлемой частью телерекламы сигарет Marlboro.
Режиссёр Мартин Скорсезе, с которым композитор работал над фильмом «Мыс страха», как-то сказал о Бернстайне: «Одно дело писать музыку, которая усиливает фильм, подчеркивает его… или добавляет ему драматической силы. Совершенно другое — писать музыку, которая украшает фильм. Именно это и делает Элмер Бернстайн, и это для меня — его самый большой дар»…
Помимо музыки к кино Бернстайн писал и симфоническую музыку, он автор нескольких опусов для симфонического оркестра. С 2002 года Элмер Бернстайн был президентом Музея музыкальной кинематографии. Умер он тихо, во сне, в своем калифорнийском доме в Охай 18 августа 2004 года, в возрасте 82 лет.
За свою 50-летнюю карьеру в кино Бернстайн номинировался на «Оскара» 14 раз, хотя награждён лишь однажды — за музыку к фильму-мюзиклу «Весьма современная Милли» (1967, в категории «Лучшая оригинальная музыка»). Был дружен с нью-йоркским композитором и дирижёром Леонардом Бернстайном. Несмотря на одинаковую фамилию они были не родственниками, а всего лишь однофамильцами.

## Фильмография (музыка к фильмам)
- Внезапный страх (1952)
- Женщины-кошки с Луны (1953)
- Робот-монстр (1953)
- Человек с золотой рукой (1955) (номинация на премию «Оскар» (1956): за лучшую оригинальную музыку к драматическому или комедийному фильму)
- Дымок из ствола (1955) (телесериал, эпизод S18)
- Десять заповедей (1956)
- Men in War (1957)
- Жестяная звезда (1957)
- Сладкий запах успеха (1957)
- Любовь под вязами (1958)
- God’s Little Acre (1958)
- The Miracle (1959)
- Джонни Стаккато (1959) (телесериал)
- Великолепная семёрка (1960) (номинация на премию «Оскар» (1961): за лучшую оригинальную музыку к драматическому или комедийному фильму)
- The Rat Race (1960)
- Story on Page One (1960)
- The Comancheros (1961)
- By Love Possessed (1961)
- The Young Doctors (1961)
- Summer and Smoke (1961) (номинация на премию «Оскар» (1962): за лучшую оригинальную музыку к драматическому или комедийному фильму)
- Убить пересмешника (1962) (номинация на премию «Оскар» (1963): за лучшую оригинальную музыку фильму) (премия «Золотой глобус» (1963): за лучшую музыку к фильму)
- Прогулка по беспутному кварталу (1962) (номинация на премию «Оскар» (1963): за лучшую песню к фильму — Walk on the Wild Side)
- A Girl Named Tamiko (1962)
- Любитель птиц из Алькатраса (1962)
- Kings of the Sun (1963)
- Сторож (1963)
- The Making of the President, 1960 (1963) (премия «Эмми»)
- Большой побег (1963)
- Хад (1963)
- The Carpetbaggers (1964)
- Мир Генри Ориента (1964)
- The Sons of Katie Elder (1965)
- Тропа Аллилуйя (1965)
- Baby the Rain Must Fall (1965)
- 7 женщин (1966)
- Возвращение семёрки (1966) (номинация на премию «Оскар» (1967): за лучшую запись адаптированной партитуры)
- Передача National Geographic — «Плавание бригантины „Янки“» (1966)
- Гавайи (1966) (номинация на премию «Оскар» (1967): за лучшую оригинальную музыку к фильму)
- The Silencers (1966)
- Передача National Geographic — «Yankee Sails Across Europe» (1967)
- Весьма современная Милли (1967) (премия «Оскар» (1968): за лучшую оригинальную музыку к фильму)
- I Love You, Alice B. Toklas (1968)
- Мотыльки на ветру (1969)
- Ремагенский мост (1969)
- Guns of the Magnificent Seven (1969)
- Настоящее мужество (1969) (номинация на премию «Оскар» (1970): за лучшую песню к фильму — True Grit)
- Освобождение Л.Б. Джонса (1970)
- Cannon for Cordoba (1970)
- A Walk in the Spring Rain (1970)
- Big Jake (1971)
- Doctor's Wives (1971)
- See No Evil (1971)
- The Rookies (1972) (телесериал)
- The Amazing Mr. Blunden (1972)
- Великолепная семёрка снова в седле (1972)
- Cahill U.S. Marshal (1973)
- Золото (1974) (номинация на премию «Оскар» (1975): за лучшую песню к фильму — Wherever Love Takes Me)
- gj (1974)
- Deadly Honeymoon (1974)
- The Trial of Billy Jack (1974)
- Ellery Queen (1975) (телесериал)
- Mr Quilp (1975)
- Report to the Commissioner (1975)
- Once an Eagle (1976) (мини-телесериал) (вступительная тема)
- Captains and The Kings (1976) (мини-телесериал) (номинация на премию «Эмми»)
- From Noon till Three (1976)
- The Incredible Sarah (1976)
- Самый меткий (1976)
- Удар по воротам (1977) (музыкальный супервайзер)
- Casey's Shadow (в титрах не указан) (1978)
- Зверинец (1978)
- Billy Jack Goes to Washington (1978)
- Братья по крови (1978)
- Рассвет зулусов (1979)
- The Great Santini (1979)
- Фрикадельки (1979)
- Аэроплан! (1980)
- Trust Me (1980)
- Братья Блюз (1980)
- Сатурн-3 (1980)
- Тяжёлый металл (1981) (мультфильм)
- Honky Tonk Freeway (1981)
- Обезьянник (1981)
- Избранные (1981)
- Американский оборотень в Лондоне (1981)
- Добровольцы поневоле (1981)
- Genocide (1982)
- Пять дней одного лета (1982)
- Аэроплан II: Продолжение (темы) (1982)
- Michael Jackson’s Thriller (1983) (видеоклип)
- Класс (1983)
- Поменяться местами (1983) (номинация на премию «Оскар» (1984): за лучшую запись песен к фильму, адаптацию партитуры)
- Космический охотник: Приключения в запретной зоне (1983)
- Prince Jack (1984)
- Marie Ward - Zwischen Galgen und Glorie (1984)
- Болеро (1984)
- Охотники за привидениями (1984)
- Чёрный котёл (1985) (мультфильм)
- Путешествие Нэтти Ганн (в титрах не указан) (1985)
- Шпионы как мы (1985)
- Три амиго (1986)
- Орлы юриспруденции (1986)
- Leonard Part 6 (1987)
- Amazing Grace and Chuck (1987)
- Забавная ферма (1988)
- Good Mother (1988)
- Da (1988)
- Звёзды и полосы (в титрах не указан) (1988)
- A Night in the Life of Jimmy Reardon (в титрах не указан) (1988)
- Моя левая нога (1989)
- Trust Me (в тирах не указан) (1989)
- Поток (1989)
- Убийство в Миссисипи (в тирах не указан) (1990)
- Поле (1990)
- Кидалы (1990)
- Мыс страха (адаптация) (1991)
- Слабая Роза (1991)
- Ярость в Гарлеме (1991)
- Оскар (1991)
- Там, где течёт река (в титрах не указан) (1992)
- Бешеный пёс и Глория (1992)
- Эпоха невинности (1993) (номинация на премию «Оскар» (1994): за лучшую оригинальную музыку к фильму)
- Lost in Yonkers (1993)
- Кладбищенский клуб (1993)
- Хороший сын (1993)
- Я люблю неприятности (в титрах не указан) (1994)
- Соседи по комнате (1995)
- Найти и уничтожить (1995)
- Алая буква (в титрах не указан) (1995)
- Канадский бекон (1995)
- Дьявол в голубом платье (1995)
- Frankie Starlight (1995)
- Пуленепробиваемый (1996)
- Герой-одиночка (в титрах не указан) (1996)
- Buddy (1997)
- Благодетель (1997)
- Гангстер (1997)
- Сумерки (1998)
- Воскрешая мертвецов (1999)
- Дикий, дикий Вест (1999)
- На самом дне океана (1999)
- Сохраняя веру (2000)
- Крысиные бега (в титрах не указан) (2001)
- Банды Нью-Йорка (в титрах не указан) (2002)
- Вдали от рая (2002) (номинация на премию «Оскар» (2003): за лучшую оригинальную музыку к фильму, номинация на премию «Золотой глобус» (2003): за лучшую музыку к фильму)